# Цьоховиці
Цьоховиці (пол. Ciochowice, нім. Stillenort, before 1936: Ciochowiz) — село в Польщі, у гміні Тошек Гливицького повіту Сілезького воєводства.
Населення — 411 осіб (2011).

## Демографія
Демографічна структура станом на 31 березня 2011 року:
|          | Загалом | Допрацездатний вік | Працездатний вік | Постпрацездатний вік |
| -------- | ------- | ------------------ | ---------------- | -------------------- |
| Чоловіки | 189     | 34                 | 120              | 35                   |
| Жінки    | 222     | 35                 | 128              | 59                   |
| Разом    | 411     | 69                 | 248              | 94                   |